# Gymnorhamphichthys
Gymnorhamphichthys es un género de peces de agua dulce de la familia Rhamphichthyidae, en el orden de los Gymnotiformes. Sus especies se distribuyen en ambientes acuáticos de Sudamérica cálida, y son denominadas comúnmente morenas. Algunas especies poseen importancia comercial en acuariología.

## Taxonomía
Este género fue descrito originalmente en el año 1912 por el zoólogo Max Mapes Ellis.
Etimología
Etimológicamente el nombre genérico Gymnorhamphichthys se construye con tres palabras del idioma griego, en donde Gymno quiere decir 'desnudo', rhamphos que significa 'pico' e ichthys que es 'pez'.
Especies
Este género se subdivide en 6 especies:
- Gymnorhamphichthys bogardusi Lundberg, 2005
- Gymnorhamphichthys britskii T. P. Carvalho, C. S. Ramos & Albert, 2011
- Gymnorhamphichthys hypostomus M. M. Ellis, 1912
- Gymnorhamphichthys petiti Géry & T. T. Vu, 1964
- Gymnorhamphichthys rondoni (A. Miranda-Ribeiro, 1920)
- Gymnorhamphichthys rosamariae Schwassmann, 1989

## Morfología
Posee la forma de un cuchillo bajo y comprimido; no presenta ni aletas pélvicas ni caudal, ni dorsal, siendo la aleta anal extremadamente larga y ondulante para permitirle moverse tanto hacia delante como hacia atrás. Su cuerpo termina en una larga punta. También poseen un órgano eléctrico que genera descargas eléctricas. 

## Distribución
Las especies que lo integran se distribuyen en las grandes cuencas sudamericanas: la del Amazonas, la del Orinoco, y la del Plata, además de drenajes atlánticos de las Guayanas. Cuentan con alguna especie las Guayanas, Venezuela, Colombia, Bolivia, Brasil, Paraguay, Uruguay y la Argentina.

## Costumbres
Habita en pantanos, arroyos y ríos de aguas lénticas. Pasa el día enterrado en la arena, periodo durante el cual las tasas de descarga (EOD) del órgano eléctrico son muy bajas. Al atardecer comienzan a elevarse, aumentando notablemente al anochecer, momento en el cual el pez sale de la arena y permanecerá activo hasta  antes del amanecer, cuando vuelve a enterrarse en la arena lo que es acompañado por una fuerte disminución de la actividad eléctrica. Estudios experimentales sugieren que este eléctrico comportamiento cíclico es controlado internamente. En una de sus especies, hay evidencia de que el desove se produce fraccionado; con tandas de 65 huevos. 